# تزارویچ

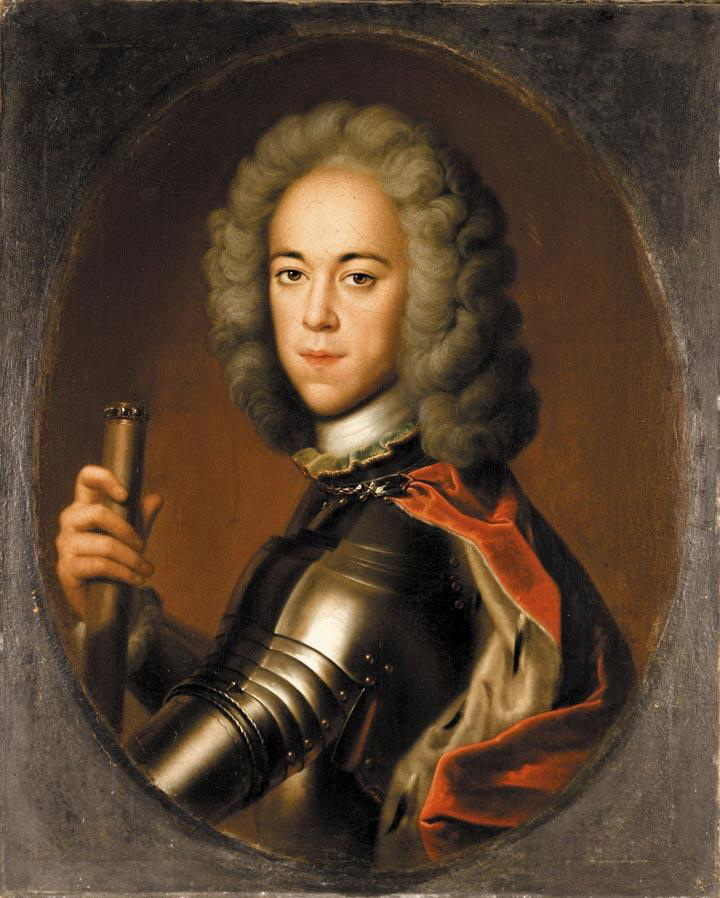
پرترهٔ «تزارویچ الکسی پتروویچ» از الکسی پتروویچ، آخرین تزارویچ روسیه؛ اثر کریستف برنهارت فرانک در ۱۷۲۹م.

تزارویچ (به روسی: Царевич) به معنای «پسر تزار»، عنوان رسمی پسران تزارها در دومین امپراتوری بلغارستان، پادشاهی بلغارستان و روسیه تزاری از سال ۱۵۴۷ تا ۱۷۲۱ میلادی بود. این عنوان حتی برای شاهزادگان سرزمین‌های غیر اسلاوی چون کریمه، سیبری و گرجستان استفاده می‌شد.
در امپراتوری روسیه، استفاده از این عنوان از سال ۱۷۹۷ با تصویب پاول یکم لغو شد و تنها برای مقام ولیعهد با تزسارویچ جایگزین شد. از آن پس به سایر پسران تزارها، لقب ولیکی کنیاز (کنیاز بزرگ) داده شد که در ادبیات غرب به «شاهزاده بزرگ» یا «دوک بزرگ» ترجمه شده است. نخستین تزارویچ روسیه دیمیتری ایوانوویچ پسر ایوان مخوف و آخرین آنها الکسی پتروویچ پسر پتر کبیر بود.